# خطر مناخي

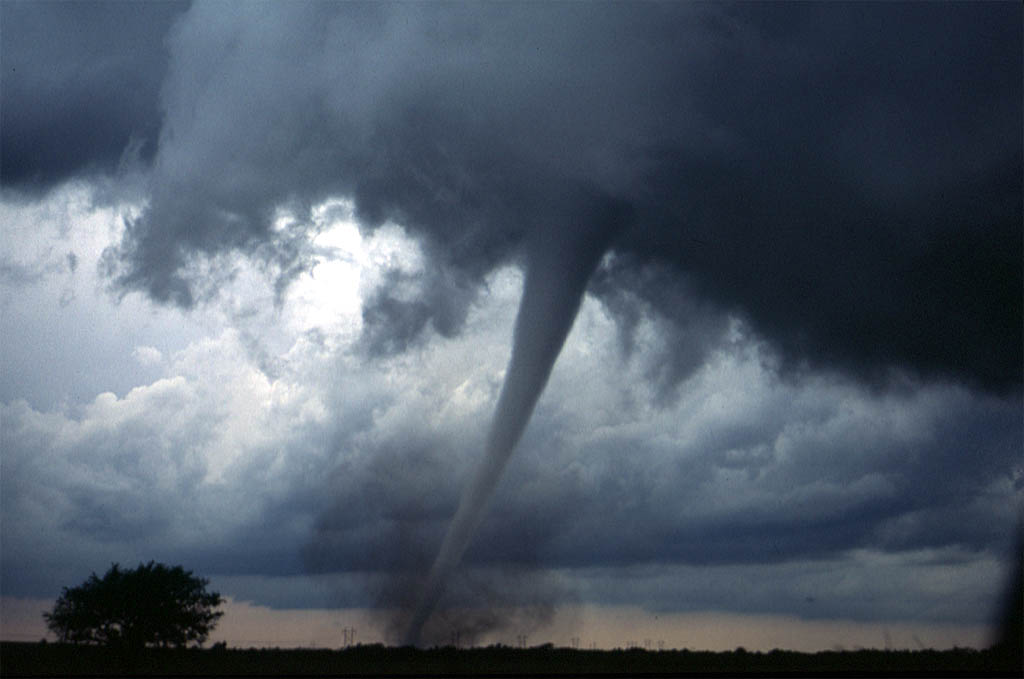

تشير المخاطر المناخية إلى تقييمات المخاطر بناءً على التحليل الرسمي للعواقب واحتمالات واستجابات تأثيرات تغير المناخ وكيف تشكل القيود المجتمعية خيارات التكيف. يتم تطبيق المناهج المشتركة لتقييم المخاطر واستراتيجيات إدارة المخاطر القائمة على المخاطر الطبيعية على تأثيرات تغير المناخ على الرغم من وجود اختلافات واضحة. استنادًا إلى نظام مناخي لم يعد يبقى ضمن نطاق ثابت من التطرف، من المتوقع أن تزداد تأثيرات تغير المناخ خلال العقود القادمة على الرغم من جهود التخفيف. تعقد التغيرات المستمرة في النظام المناخي تقييم المخاطر.
إن تطبيق المعرفة الحالية لفهم مخاطر المناخ أكثر تعقيدًا بسبب الاختلافات الكبيرة في الإسقاطات المناخية الإقليمية، والأعداد المتزايدة لنتائج نماذج المناخ، والحاجة إلى اختيار مجموعة مفيدة من السيناريوهات المناخية المستقبلية في تقييماتها.
في سياق زيادة درجات الحرارة العالمية والظواهر الجوية المتطرفة، تم إنشاء الفريق الحكومي الدولي المعني بتغير المناخ (IPCC) من قبل برنامج الأمم المتحدة للبيئة (UNEP) والمنظمة العالمية للأرصاد الجوية (WMO) من أجل فهم أفضل لتغير المناخ. هدفها الرئيسي هو تقييم المخاطر المناخية واستكشاف استراتيجيات الوقاية منها.
ووفقاً لتقرير التقييم الخامس للفريق الحكومي الدولي المعني بتغير المناخ: "الآثار الناجمة عن التطرفات الأخيرة المتعلقة بالمناخ، مثل موجات الحر والجفاف والفيضانات والأعاصير وحرائق الغابات، تكشف عن تعرض وتعرض كبير لبعض النظم الإيكولوجية والعديد من النظم البشرية لتقلبات المناخ الحالية.
يمكن توقع التأثيرات المستقبلية كالتالي:
- ازدياد درجة الحرارة
- طقس قاس
- محاصيل وفيرة [بحاجة لمصدر] وفشل المحاصيل
- ذوبان الغطاء القطبي
- التغييرات في النظم البيئية للأرض
- الأوبئة [بحاجة لمصدر]
- تعطل تيار شمال الأطلسي [بحاجة لمصدر]

بجانب هذه المخاطر المناخية المادية المباشرة ، هناك أيضًا مخاطر غير مباشرة:
- المخاطر المادية: تؤثر المخاطر المباشرة لتغير المناخ تأثيرا سلبيا على الزراعة ومصايد الأسماك والغابات والرعاية الصحية والعقارات والسياحة. على سبيل المثال، تدمر العواصف والفيضانات المباني والبنية التحتية، ويؤدي الجفاف إلى فشل المحاصيل.
- المخاطر التنظيمية: المساعي الحكومية لخفض تكاليف المناخ لها آثار مباشرة على الاقتصاد. على سبيل المثال، يمكن تحقيق أهداف انبعاثات بروتوكول كيوتو من خلال تنفيذ تداول الانبعاثات، مما يتطلب تحديد تكلفة الانبعاثات بشكل نقدي. [بحاجة لتحديث]
- المخاطر القضائية: على غرار صناعة التبغ، تتعرض الصناعات التي تنتج غازات الدفيئة المفرطة (GHG) لخطر عدد متزايد من الدعاوى القضائية إذا كان من الممكن ربط الأضرار بالانبعاثات.[7]
- المخاطر التنافسية: إذا لم تتخذ الشركات تدابير للحد من مخاطر المناخ ، فإنها تكون محرومة من الناحية التنافسية. قد يؤدي ذلك إلى زيادة تكاليف الإنتاج بسبب التقنيات المتقادمة وبالتالي انخفاض الأرباح. [بحاجة لمصدر]
- مخاطر الإنتاج: يمكن أن ينتج نقص الإنتاج عن مخاطر مناخية مباشرة أو غير مباشرة ، أي أن الأعاصير التي تضر بمرافق إنتاج النفط يمكن أن تؤدي إلى تعطل الإمدادات وزيادة الأسعار. كما سيرتفع سعر الطاقة ، [بحاجة لمصدر] لأن موجات الحر تسبب ندرة المياه ، مما يؤثر على إمدادات مياه التبريد لمحطة الطاقة.
- مخاطر السمعة: الشركات التي تتعرض لانتقادات علنية بسبب سياساتها البيئية أو انبعاثاتها العالية قد تفقد العملاء بسبب السمعة السلبية.[8]
- المخاطر المالية.[9]